# Camponotus lamborni
Camponotus lamborni é uma espécie de inseto do gênero Camponotus, pertencente à família Formicidae.